# Бенкендорф Єгор Андрійович
Єго́р Андрі́йович Бенкендо́рф (нар. 14 лютого 1974 р. м. Київ) — український режисер, сценарист, продюсер, голова правління телеканалу «Інтер», колишній генеральний директор Національної телекомпанії України.

## Біографія
Народився 14 лютого 1974 року в Києві; закінчив Київський державний інститут культури (режисер театрального колективу) і курси операторської майстерності (оператор).
З 1997 р. — на телеканалі «Інтер». Починав з посади адміністратора. Потім — голова правління телеканалу.
У портфоліо Бенкендорфа такі телевізійні проєкти як: «Об'егоркі», «На лінії вогню», «Народна платформа», «Шейканем», «Шанс Model.ua», «Ігри патріотів», «Стань Міс Всесвіт». Документальні фільми: «11 вересня», «Пригода українських грошей», «8 днів одного року», «Великі Українці», «Сходження благодатного вогню», «Віденський бал», «Свобода на Інтері», «Велика Політика з Євгенієм Кисельовим».
З 2010 по 2013 рік був генеральним директором Національної телекомпанії України (Першого національного телеканалу).
12 жовтня 2012 року увійшов до складу Президії ради Федерації роботодавців медійної галузі України — Всеукраїнського об'єднання організацій роботодавців «Федерація роботодавців у сфері Телерадіо-, видавничої, рекламної та інформаційної сфери».
14 лютого 2013 року на зборах акціонерів телеканалу «Інтер» Єгора Бенкендорфа затверджено головою правління каналу. Обіймав посаду до 15 вересня 2016 р.
10 листопада 2016 року Єгор Бенкендорф вступив на посаду генерального директора телеканалу «112 Україна».

## Нагороди
- 2004 — Премія імені Івана Франка у галузі інформаційної діяльності «За найкращий твір у телевізійній сфері» — цикл телепрограм «На лінії вогню» («Інтер»).[8]
- 24 серпня 2012 — Орден «За заслуги» III ступеня — за значний особистий внесок у соціально-економічний, науково-технічний, культурно-освітній розвиток Української держави, вагомі трудові здобутки, багаторічну сумлінну працю та з нагоди 21-ї річниці незалежності України[9]

## Сім'я
Батько — Андрій Бенкендорф — кінорежисер, продюсер ТРК «Київ» (2008—2009). Мати — режисерка Поліна Рідная. Сестра — режисерка Ганна Бенкендорф, нині покійна. Дружина — телеведуча Юлія Бенкендорф (Стахорська). У Єгора і Юлії Бенкендорф дві дочки.

## Звинувачення
- У липні 2010 на честь 60-річного ювілею Президента України Віктора Януковича на Перший Національний, ICTV та телеканалі «Київ» була показана 36-хвилинна агітка, яка розповідала про його успіхи на посаді Президента. ЇЇ режисером був Єгор Бенкендорф.

- Рахункова палата заявила про неефективність використання держкоштів Національною телекомпанією та Національною радіокомпанією у 2010 році та першій половині 2011 року[10].

Також було зазначено, що НТКУ і НРКУ використовували зазначені бюджетні кошти тільки на власне утримання.
Бюджетні кошти були їм виділені для виконання держзамовлення, що передбачало створення телерадіокомпаніями якісного та конкурентоспроможного продукту на інформаційному ринку, а також пошук додаткових прибутків від телерадіовиробництва.
У документі також наголошується, що за відсутності належного контролю з боку Держкомтелерадіо обидві державні компанії «не привели свій організаційно-правовий статус у відповідність до вимог чинного законодавства».

## Телебачення
- 2005—2006 — Ігри патріотів — гравець, режисер і продюсер
- 2006—2007 — Шиканемо — автор ідеї й продюсер